# Monumentul lui Hermann
Coordonate: 51° 54' 42" N, 8° 50' 22" O

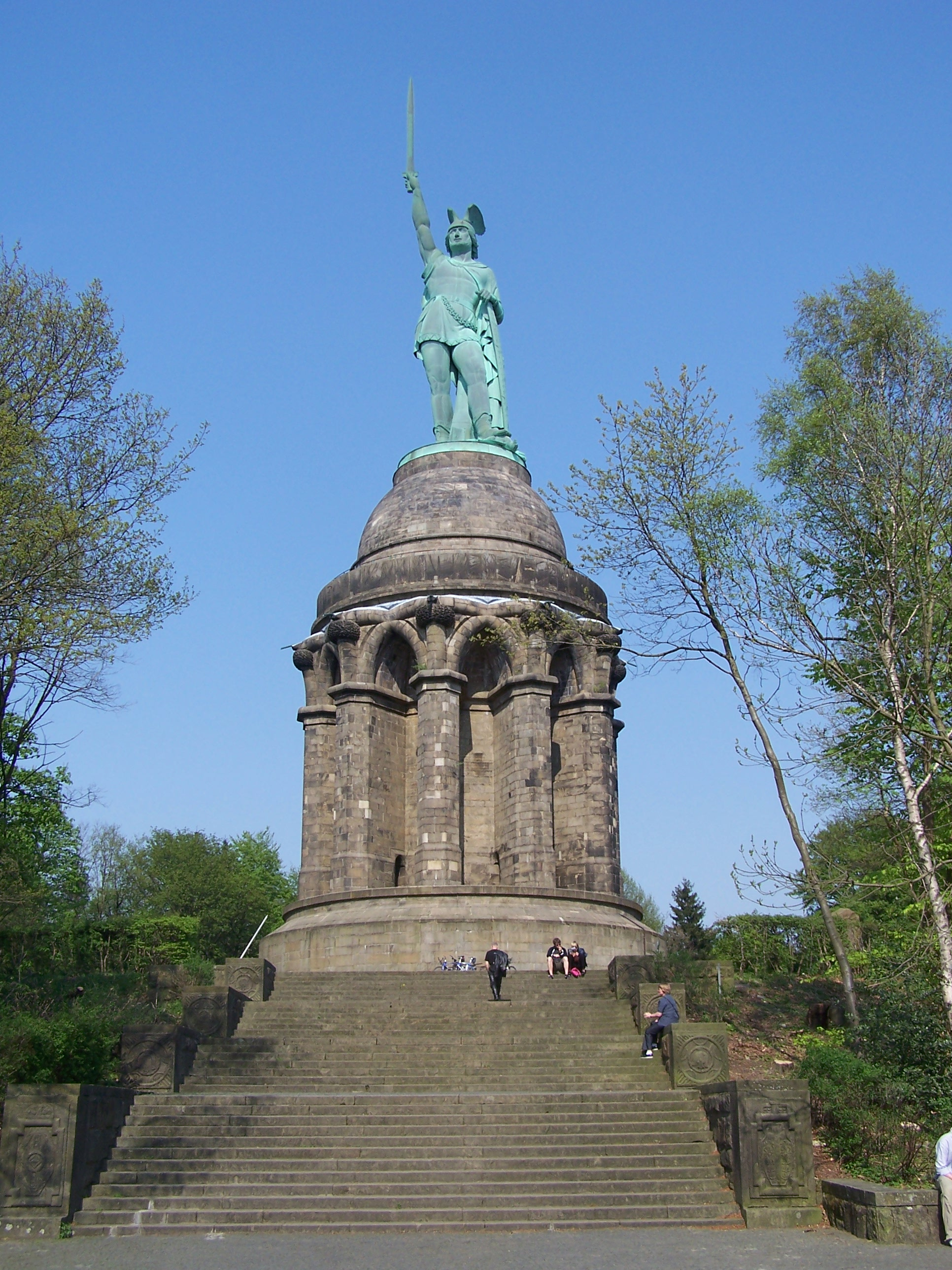
Monumentul lui Hermann (Arminius)

Monumentul lui Hermann (în latină Arminius) se află în apropiere de localitatea Hiddesen la sud vest de Detmold în partea de sud a regiunii Teutoburger Wald, (zona Ostwestfalen-Lippe, landul Nordrhein-Westfalen, Germania).
Monumentul se află într-o regiune împădurită pe muntele Grotenburg (Teutberg) la altitudinea de  386 m deasupra n.m.. A fost ridicat în cinstea lui Arminius (Hermann), un prinț al unui trib germanic care în anul 9 e.n., prin victoria obținută în Bătălia de la Teutoburger Wald, a oprit expansiunea romană spre râul Elba. Cele trei legiuni romane învinse erau sub conducerea senatorului roman Varus. Monumentul a fost construit între anii 1838 - 1875. A fost proiectat de arhitectul, pictorul și sculptorul german Ernst von Bandel și amplasat pe locul unde se presupunea pe atunci că ar fi avut loc bătălia. 